# Millie Couzens
Millie Couzens (29 oktober 2003) is een Britse wielrenster, die actief is op de weg, op de baan en in het veld.

## Carrière

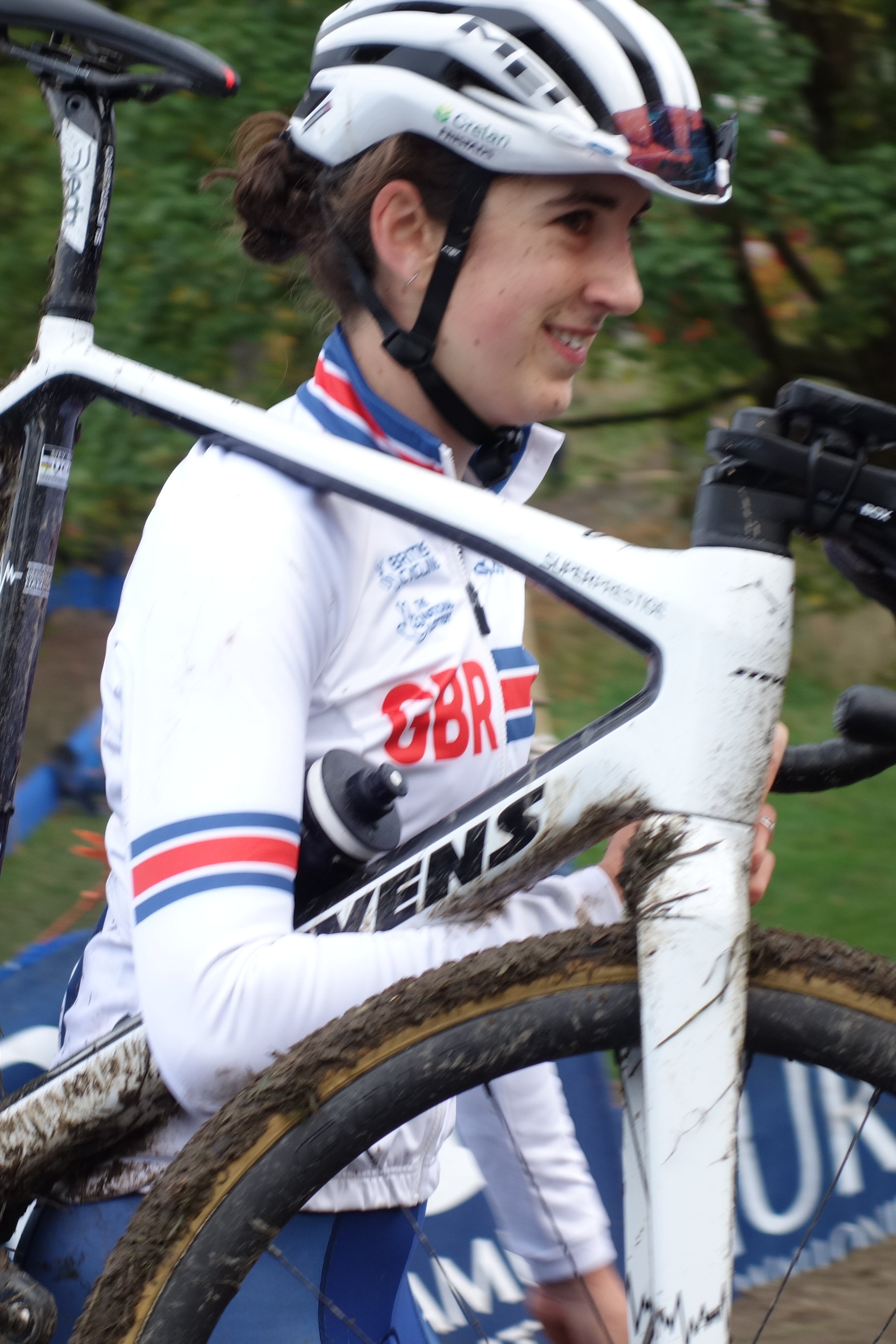
Couzens bij het EK veldrijden 2022.

In november 2019 werd Couzens vijfde tijdens het Europees kampioenschap veldrijden bij de junioren in het Italiaanse Silvelle, op ruim een minuut achter winnares Puck Pieterse. Op 12 januari 2020 werd ze Brits kampioene bij de junioren. Een maand later werd ze vierde op het wereldkampioenschap voor junioren in het Zwitserse Dübendorf.
Op het Europees kampioenschap baanwielrennen voor junioren in augustus 2021 won Couzens twee Europese titels: in het omnium en in de ploegenachtervolging, samen met Zoe Bäckstedt, Grace Lister en Madelaine Leech.

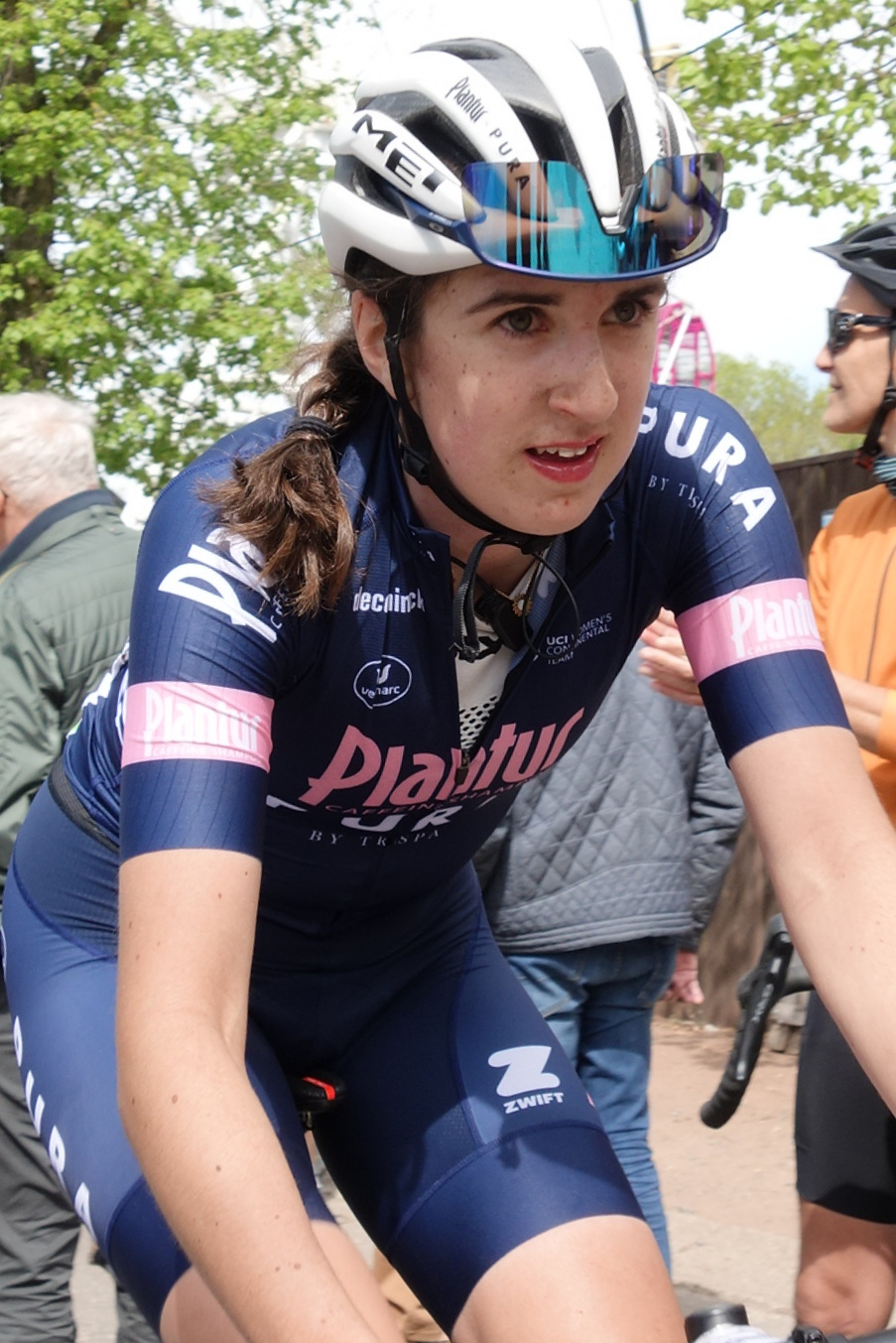
Couzens in de Waalse Pijl 2022.

Couzens werd in september 2021 zesde op het wereldkampioenschap op de weg voor junioren, op bijna een minuut achter haar landgenote Zoe Bäckstedt die de wedstrijd won.
In het veld komt Couzens uit voor Crelan-Fristads en op de weg rijdt ze voor Plantur-Pura.

## Palmares

### Wegwielrennen
2023
Ilkley CC Women's Grand Prix
Ryedale Grasscrete Grand Prix
Mol Sluis
2025
 Brits kampioene tijdrijden, beloften
 Brits kampioene op de weg, elite

#### Resultaten in voornaamste wedstrijden
| Jaar | Ronde van Italië | Ronde van Frankrijk | Ronde van Spanje |
| ---- | ---------------- | ------------------- | ---------------- |
| 2022 |                  |                     |                  |
| 2023 |                  |                     |                  |
| 2024 | opgave           |                     |                  |
| 2025 |                  | 87e                 | 87e              |

| Jaar | Gent-Wevelgem | Ronde van Vlaanderen | Parijs-Roubaix | Amstel Gold Race | Luik-Bast.‑Luik | Waalse Pijl |
| ---- | ------------- | -------------------- | -------------- | ---------------- | --------------- | ----------- |
| 2022 |               |                      |                | 85e              | opgave          | 67e         |
| 2023 | 54e           | 61e                  | 62e            | 55e              |                 | opgave      |
| 2024 |               |                      | 82e            | 92e              | 75e             | 69e         |
| 2025 | 87e           | 50e                  | 26e            |                  |                 |             |

### Veldrijden

#### Resultatentabel elite
| Seizoen   |             | WK | EK | BK  |               | Klassementen | Klassementen           | Klassementen | Klassementen |       | UCI- ranking |  | Podia | Podia | Podia | Aantal crossen |
| Seizoen   | Wereldbeker | WK | EK | BK  | Superprestige | Trofee       | National Trophy Series | Goud         | Zilver       | Brons | UCI- ranking |  |       |       |       | Aantal crossen |
| --------- | ----------- | -- | -- | --- | ------------- | ------------ | ---------------------- | ------------ | ------------ | ----- | ------------ |  | ----- | ----- | ----- | -------------- |
| 2019-2020 |             | –  | –  | –   |               | 59e          | –                      | 51e          | 12e          |       | 81           |  | 0     | 1     | 0     | 9              |
| 2021-2022 |             | –  | –  | DNF |               | 63e          | –                      | 41e          | 15e          |       | 88           |  | 1     | 1     | 0     | 13             |
| 2022-2023 |             | –  | –  | DNF |               | 44e          | 47e                    | 24e          | ↑            |       | 53           |  | 3     | 2     | 1     | 19             |
| 2023-2024 |             | –  | –  | 4e  |               | –            | –                      | 56e          | 40e          |       | 289          |  | 0     | 0     | 0     | 5              |
| Totaal    |             | –  | –  | –   |               | –            | –                      | –            | –            |       | –            |  | 4     | 4     | 1     | 46             |

#### Podiumplaatsen elite
| Legenda                       |
| ----------------------------- |
| Wereldkampioenschappen        |
| Continentale kampioenschappen |
| Nationale kampioenschappen    |
| Wereldbeker                   |
| Superprestige                 |
| Trofee                        |
| Overige veldritten            |

| Nr.           | Seizoen       | Datum            | Veldrit                                                    | Cat.          | Wedstrijdserie              |
| Overwinningen | Overwinningen | Overwinningen    | Overwinningen                                              | Overwinningen | Overwinningen               |
| ------------- | ------------- | ---------------- | ---------------------------------------------------------- | ------------- | --------------------------- |
| 1.            | 2021-2022     | 12 december 2021 | National Trophy Series ronde 5, Gravesend                  | C2            | National Trophy Series      |
| 2.            | 2022-2023     | 23 oktober 2022  | National Trophy Series ronde 2, Falkirk                    | C2            | National Trophy Series (#1) |
| 3.            | 2022-2023     | 19 november 2022 | Andover Supercross                                         | C2            | Overige (#1)                |
| 4.            | 2022-2023     | 8 januari 2023   | National Trophy Series ronde 6, Gravesend                  | C2            | National Trophy Series (#2) |
| 2e plaatsen   |               |                  |                                                            |               |                             |
| 1.            | 2019-2020     | 12 januari 2020  | National Trophy Series ronde 2, Shrewsbury                 | C2            | National Trophy Series      |
| 2.            | 2021-2022     | 11 december 2021 | Clanfield Cross                                            | C2            | Overige                     |
| 3.            | 2022-2023     | 20 november 2022 | National Trophy Series ronde 4, Torbay Velo Park, Paignton | C2            | National Trophy Series      |
| 4.            | 2022-2023     | 7 januari 2023   | Clanfield Cross                                            | C2            | Overige                     |
| 3e plaatsen   |               |                  |                                                            |               |                             |
| 1.            | 2022-2023     | 18 december 2022 | National Trophy Series, ronde 5, Broughton Hall, Skipton   | C2            | National Trophy Series      |

## Ploegen
- 2022 –  Plantur-Pura
- 2023 –  Fenix-Deceuninck
- 2024 –  Fenix-Deceuninck
- 2025 –  Fenix-Deceuninck

Alvarado · Cant · Couzens · de Baat · De Wilde · Kastelijn · Kuijpers · Martins · Marturano · Pieterse · Schrempf · Schweinberger · Stiasny · Truyen · Van de Velde · van der Heijden · van Zuthem · Worst · Wright
Alvarado · Cant · Couzens · De Wilde · Kastelijn · Kuijpers · Marturano · Perkins · Pieterse · Rooijakkers · Schrempf · Schweinberger · Stiasny · Truyen · van Alphen · van der Heijden · van Zuthem · Worst · Wright
Alvarado · Casasola · Couzens · De Wilde · Kastelijn · Kuijpers · Perkins · Pieterse · Rooijakkers · Schrempf · Schweinberger · Truyen · van Alphen · van der Heijden · van Zuthem · Worst